# Patrizia Miserini
Patrizia Miserini (Roma, 11 febbraio 1958) è un'ex nuotatrice italiana.

## Biografia
Nata nel 1958 a Roma, nel 1971 ha vinto 2 medaglie internazionali: un argento nei 200 m rana agli Europei giovanili di Rotterdam con il tempo di 2'48"2, dietro alla tedesca orientale Hannelore Anke, e l'oro nei 100 m rana ai Giochi del Mediterraneo di Smirne 1971, in 1'20"0.
All'età di 14 anni ha partecipato ai Giochi olimpici di Monaco di Baviera 1972, nei 200 m rana, uscendo in batteria con il 4º posto e il tempo di 2'53"14 e nella staffetta 4x100 m misti, insieme ad Alessandra Finesso, Laura Podestà e Donatella Talpo-Schiavon, anche in questo caso uscendo in batteria, 8ª in 4'48"25.

## Palmarès

### Giochi del Mediterraneo
- 1 medaglia:
  - 1 oro (100 m rana a Smirne 1971)

### Europei giovanili
- 1 medaglia:
  - 1 argento (200 m rana a Rotterdam 1971)